# Poètica musical
Poètica musical és un llibre escrit per Ígor Stravinski després de les sis lliçons que va donar durant el curs 1393-1940 quan era titular a la Càtedra Charles Eliot Norton de la Universitat Harvard. El llibre va ser traduït al català per Oriol Ponsatí-Murlà i consta d'un pròleg escrit per Benet Casablancas. Encara avui fa part de la lectura recomanada a la formació universitària.
Stravinski reflexiona en primera persona sobre els secrets de la creació. La composició, l'execució, la forma, la melodia, la inspiració són alguns dels temes als quals dedica les seves reflexions, sempre amb un estil viu, lúcid, i amb grans dosis d'ironia intel·ligent. No hi falten tampoc pàgines implacables contra Wagner, els crítics musicals, l'esnobisme cultural, o el règim comunista soviètic.